# 고영욱
고영욱(高永旭, 1976년 2월 17일 ~ )은 대한민국의 가수 출신 강간범이다. 룰라의 구성원이었다.
1994년 룰라 정규 앨범 《Roots of Reggae》로 데뷔하였다.
2010년과 2012년에 서울 용산구 및 서대문구에서 미성년자였던 여학생 3명을 상대로 간음 및 강제추행하여 2013년 12월 26일 강간죄로 징역 2년 6개월을 선고받았다. 2015년 7월 10일 오전에 만기 출소하였다. 2018년 7월 9일 전자발찌 착용 3년 명령이 만료되었으며, ‘성범죄자 알림e’에서 2020년 7월 9일까지 기본 정보가 공개되었다.

## 학력
- 명지고등학교(졸업)

## 활동

### 시트콤
- 2000년 MBC 《가문의 영광》[6]
- 2011년~2012년 MBC 《하이킥 짧은다리의 역습》 - 고영욱 역

### 기타 활동
- 신나고
- 플레이어

## 사건

### 미성년자 성폭행 혐의
2012년 12월 1일 서울 홍은동 인근에서 여중생 강제추행 혐의로 서울서대문경찰서로 출두하여 조사를 받였다. 서울서부지방검찰청은 2013년 1월 4일 앞서 검찰에서 수사 중이던 3건의 사건과 병합 수사하도록 서대문경찰서에 지시하였고, 서울서부지방법원은 2013년 1월 10일 검찰 측이 고영욱을 상대로 청구한 사전구속영장에 대한 영장실질심사를 진행하였으며 증거 인멸 및 도주의 우려를 들어 그를 구속하였다.
2013년 12월 26일 대법원은 피고인 고영욱의 상고 내용을 모두 기각, 징역 2년 6월의 실형과 정보통신망을 통한 신상정보공개 5년, 전자발찌 부착 3년의 원심을 확정했다. 2015년 7월 10일에 2년 6월의 형기를 채우고 출소하였다. 출소 이후 서울특별시 서대문구 가택에서 칩거 중이다. KBS·EBS·MBC·SBS 출연 정지 연예인 명단과 종합 편성 방송사의 출연 정지 연예인 명단에 올랐다.
2020년 11월 12일에는 인스타그램 계정을 개설했으나 성범죄 혐의로 유죄 판결을 받은 사용자의 계정을 비활성화하는 인스타그램의 운영 정책에 따라 하루 만에 비활성화되었다. 2024년 8월 5일에는 유튜브 채널 《Go!영욱》을 개설했으나 같은 해 8월 23일에 유튜브 크리에이터 책임 가이드라인 위반을 이유로 폐쇄되었다.